# Серджіо Гор
Се́рджіо Гор (при народженні Сергій Гороховський, нар. 30 листопада 1986 року, Ташкент, Узбецька РСР) — американський бізнесмен та політичний діяч у США. Керівник Управління кадрів Президента США.
Очолював комітет Right for America (гра слів: може означати «Право на Америку» або «Праві за Америку»), який підтримував президента Дональда Трампа під час президентських виборів у США у 2024 році. Під час виборів він опублікував книги «Наша подорож разом», «Листи Трампу» (2023) та «Врятуйте Америку» (2024) у видавництві Winning Team Publishing, яким він керує разом зі старшим сином Трампа Дональдом Трампом-молодшим. Був делегатом на Національному з'їзді Республіканської партії 2024 року.

## Молодість та освіта
Гор народився 30 листопада 1986, за його твердженнями, в Коспікуа, Мальта. Мальтійський уряд не зміг підтвердити місце його народження. Пізніше були знайдені документи про його народження у м. Ташкент. Його батьки емігрували на Мальту, коли він ще був малюком. Мати мала ізраїльське громадянство.
Хоча члени місцевої громади в Коспікуа, Мальта, пам'ятають його з дитинства, мешканці також згадують, що місцеві жителі називали його «російським хлопчиком», а його родина розмовляла «східноєвропейською мовою». За словами одного з мешканців, опитаного виданням The Shift, вважалося, що батьки Гора були іноземцями невідомого походження, які прибули на острів з маленькою дитиною наприкінці 1980-х років.
2025 р. російський політичний активіст-емігрант Іван Яковина опублікував свідоцтва, згідно з якими справжнє ім'я Гора — Сергій Анатолійович Горячев, він народився в Саратові й активно користувався російськими електронними адресами.
У віці 12 років, у 1999 році, він емігрував до США разом зі своєю сім'єю. Навчався в середній школі в передмісті Лос-Анджелеса, а потім в Університеті Джорджа Вашингтона у Вашингтоні, округ Колумбія.
Під час навчання в університеті він користувався прізвищем Гороховський, яке потім скоротив до Гор.

## Кар'єра

### Рання кар'єра
Гор надів костюм білки під час виступу проти Барака Обами у 2008 році. Після закінчення університету він працював у Національному комітеті Республіканської партії та був співробітником у представників Ренді Форбса, Мішель Бахман та Стіва Кінга.
Гор також працював помічником продюсера на Fox News, заступником начальника штабу сенатора Ренда Пола і проводив церемонію одруження колишнього конгресмена Метта Гетца. Він був головним посадовцем кампанії збору коштів для передвиборної кампанії Трампа в 2020 році і заснував протрампівський суперкомітет політичних дій Right for America, який витратив близько 72 мільйонів доларів під час кампанії 2024 року.

### Управління кадрів президента США
13 листопада 2024 року видання Semafor повідомило, що Трамп запропонував Гору посаду директора Управління кадрів президента Білого дому під час його другого президентського терміну. Гор заступив на посаду 20 січня 2025 року і ввів тести на лояльність, щоб переконатися, що призначені політичні діячі підтримують порядок денний Трампа і не робили пожертв демократам. Наприкінці лютого 2025 Politico повідомило, що Гор був серед співробітників Білого дому, розчарованих тим, що Ілон Маск не консультується з кадровим управлінням щодо рішень для Департаменту ефективності державного управління.
Гор відіграв значну роль у відкликанні кандидатури Джареда Айзекмана на посаду голови НАСА у червні 2025 року. Кандидатуру Айзекмана, технологічного мільярдера та соратника Ілона Маска, схвалив Комітет Сенату з торгівлі, науки та транспорту 19 голосами проти 9 30 квітня 2025 року і, як очікувалося, Айзекман мав дістати сильну підтримку Сенату. Проте Гор виступив проти висування, наголосивши на минулих пожертвуваннях Айзекмана демократам, що призвело до того, що Трамп відкликав висування, пославшись на «попередні зв'язки» після перевірки. Це рішення сприяло загостренню стосунків між Трампом і Маском, а вплив Гора назвали одним із факторів їхньої публічної сварки.
Гор часто відвідує Мар-а-Лаго і підтримує тісні стосунки з колишнім керівником Marvel Айзеком Перлмуттером, впливовим спонсором та союзником Трампа.

## Особисте життя
Гор — діджей-аматор з Палм-Біч, Флорида. Крім англійської мови, добре розмовляє мальтійською мовою. Також, ймовірно, володіє російською мовою.